# کلمبیا (آلاباما)
کلمبیا (به انگلیسی: Columbia) شهری در شهرستان هوستون ایالت آلاباما است که مساحت آن ۱۰٫۳۵ کیلومتر مربع است و در سرشماری سال ۲۰۱۰ میلادی، ۷۴۰ نفر جمعیت داشته و تراکم جمعیتی آن، ۷۱٫۵ نفر در هر کیلومتر مربع بوده است.

## نگارخانه

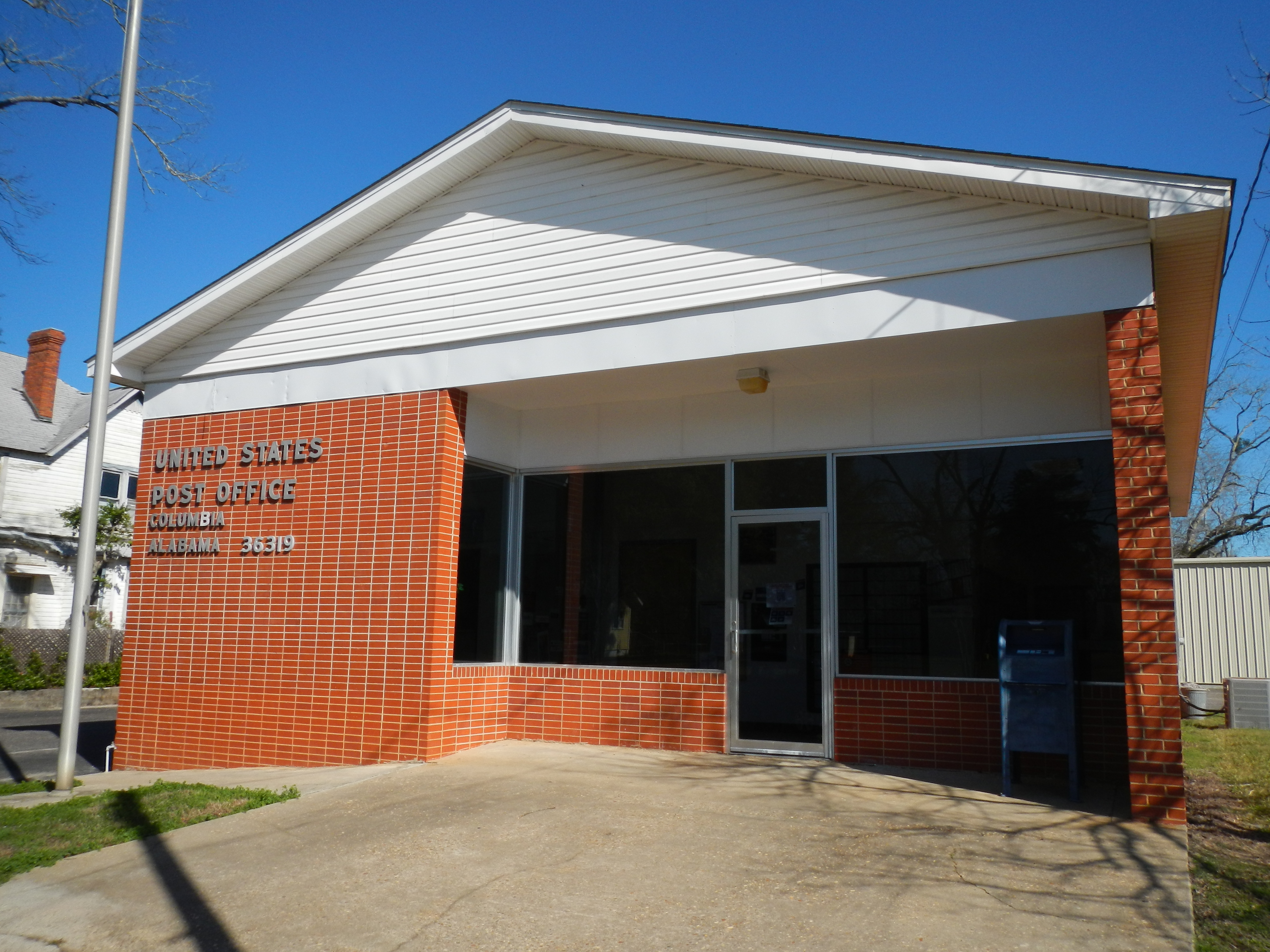
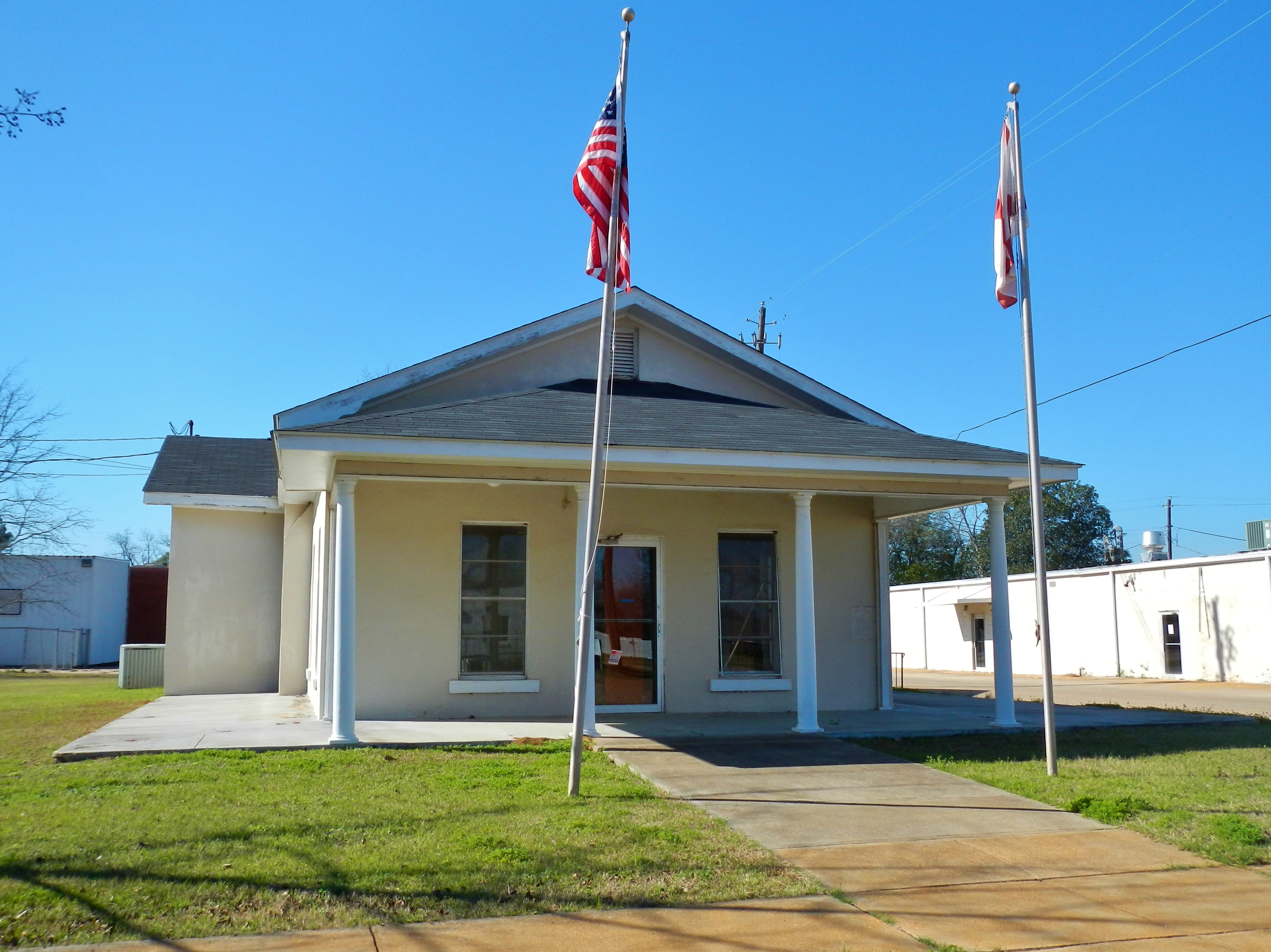
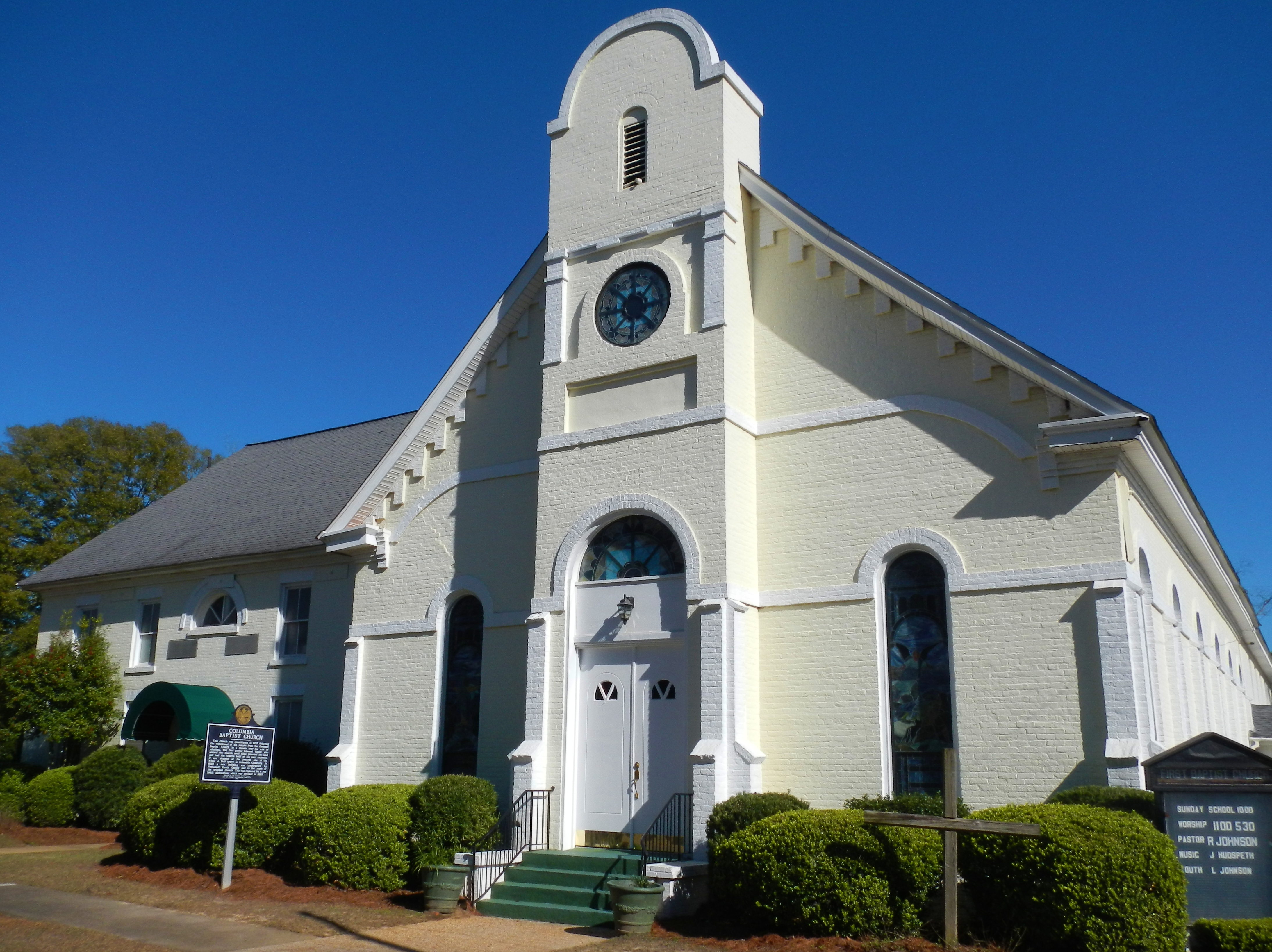
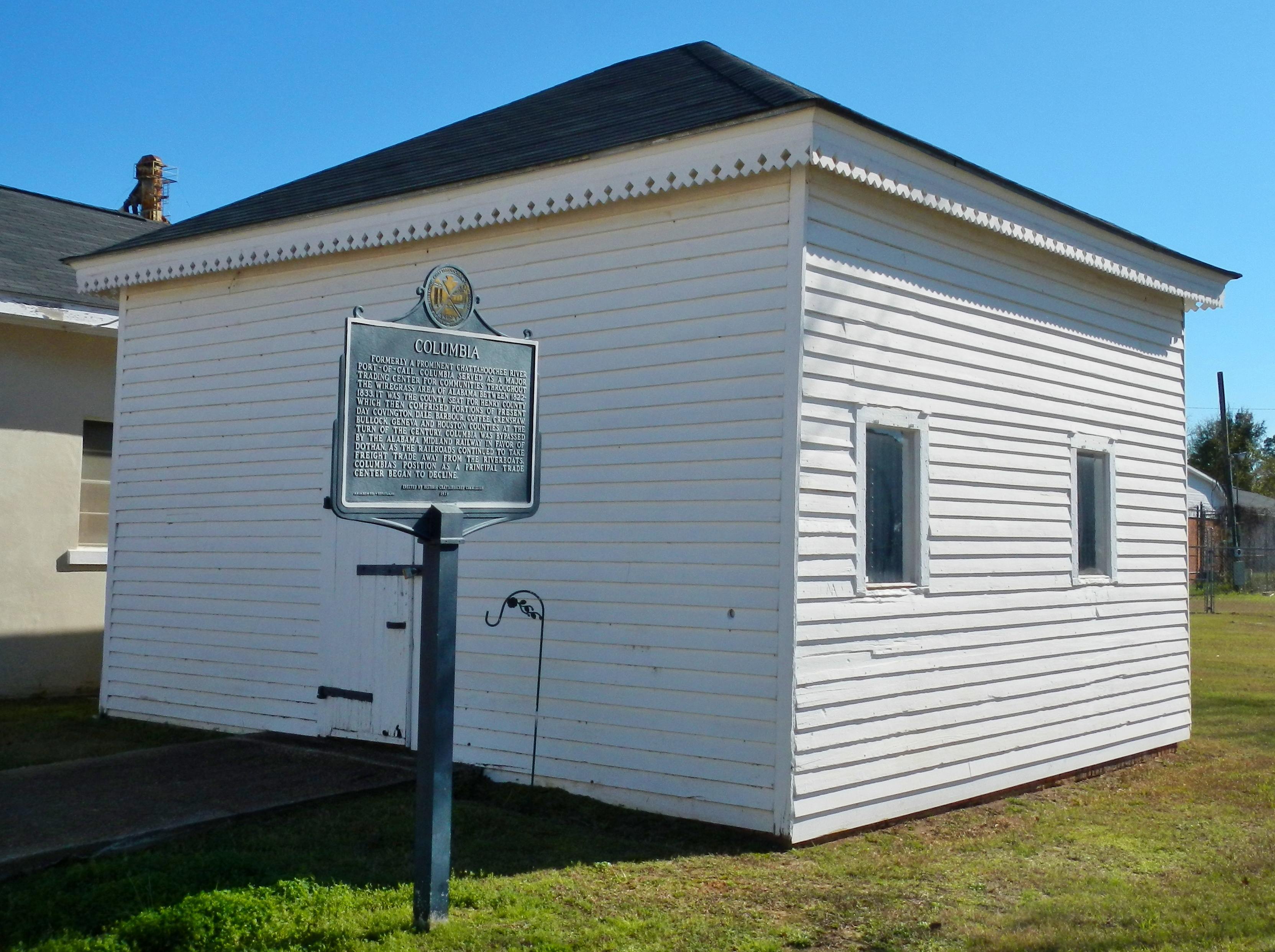
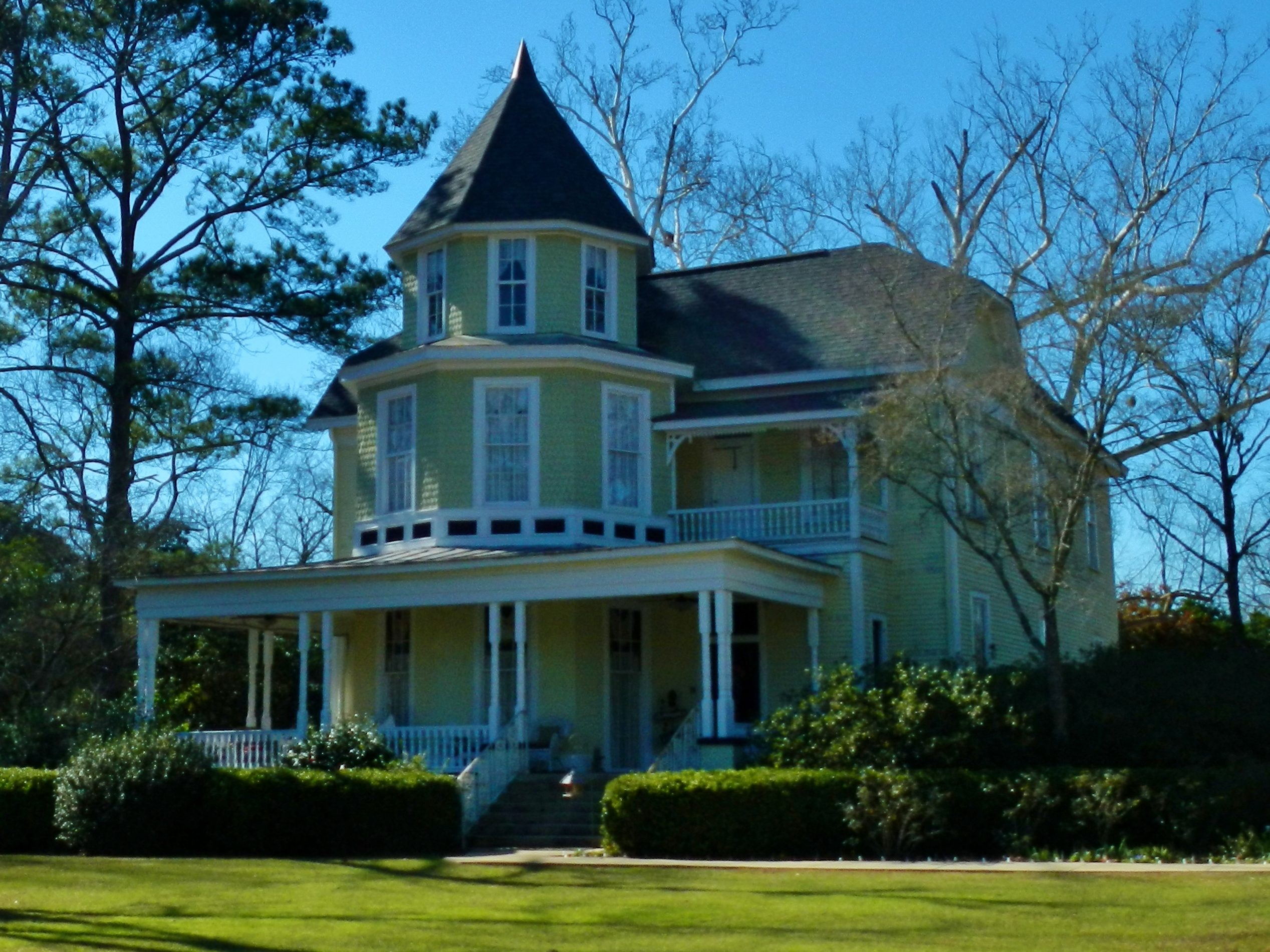